# Liutfrid VII de Sundgau
Liutfrid VII, probablemente hijo de Liutfrid VI, fue conde de Sundgau hacia 986. Fue el último miembro de la línea de los Liutfriden, una rama de la familia noble de los Eticónidas.

## Biografía
Liutfrid VII vivía en 986, y según un título de la abadía de Peterlingen, entregado por Otón III, el 25 de octubre de ese año, tenía Colmar (villa Columbra) en su condado.
El 20 de mayo de 999, figura como testigo en un título de Otón III, otorgado a los religiosos de la abadía de Altdorf. Pero no parece que haya superado con mucho el año mil, porque cuatro años después, se ve aparecer a un conde Odo/Udo/Uto/Otto, que posee en su condado los bienes anteriormente indicados como pertenecientes al condado de Liutfrid.
Finalmente, se detiene de repente y definitivamente el nombre de los Liutfriden de la lista de los condes del Sundgau (Sundgaugrafen), ya que con la muerte de Liutfrid VII desaparece el último descendiente masculino de Hugo de Tours hacia el año 1000. 
Sin embargo, la familia de los Eticónidas todavía se propaga con la progenie del conde Eberhard III, que vivió hacia la segunda mitad del siglo IX, y fue fundador de una estirpe numerosa, que en los siglos X/XI dio nacimiento a los condes de Egisheim-Dagsburg y probablemente también a los Habsburgo.

## La desaparición de los Liutfriden
El conde Liutfrid VII es apenas un nombre; no se sabe incluso de manera cierta cómo se vincula a la familia de los Liutfriden. Después de 986 el nombre de Liutfrid no se encuentra ya en la casa de los grandes de Alsacia. Es así que desapareció oscuramente de la ilustre familia de los Eticónidas. 
La escasez de documentos junto a la ausencia de todo estudio científico sobre el pasado de Alsacia en el siglo XI no permite completar esta historia. La hipótesis más probable consiste en pensar que la familia se extinguió en la línea masculina. El medio al cual se recurre generalmente para solucionar tales problemas, el examen de la suerte de los bienes y honores condales tenidos por la familia, es inutilizable, ya que los datos disponibles son insuficientes. En efecto, sobre la fortuna de los Eticónidas que debió ser muy grande, inmensa incluso en un momento, casi no se sabe nada cierto, excepto que Hugo de Tours tenía posesiones en el norte de Alsacia, que Aba su esposa había recibido el fisco de Locate, que la abadía de Münster-Granfelden perteneció a la familia al menos desde 866 hasta la sentencia dictada por Conrado de Borgoña; finalmente que Hunfried de Italia tenía posesiones en la región de Colmar y en Ortenau. En cuanto a los honores que les valen el título de conde, existe aún menos información acerca de ellos: Hugo fue conde de Tours, el último Liutfrid fue probablemente conde de Sundgau. En cuanto a los condes del sur de Alsacia y regiones vecinas donde habrían podido ejercer la autoridad condal, se ignora el nombre de todos los condes de Bargen, de todos los condes de Sornegau, de los condes de Elsgau hasta el siglo X incluido, y de los condes de Sundgau entre 896 y 973.
La mayoría de los genealogistas hacen a la poderosa familia de los Egisheim, también denominados Eberhardiner, una rama de los Eticónidas basándose en la utilización frecuente en ella de los nombres Hugo y Eberhard. Estos dos antropónimos no son raros; pueden solamente considerarse como un indicio de parentesco.
Se añade otro indicio: es muy probable que Egisheim haya pertenecido originalmente a los Eticónidas. En efecto, tanto el monasterio de Hohenburg, fundado por Adalricus, el de Ebersmünster, probablemente también fundado por él, el de Stephanskirche (Église Saint-Étienne) de Estrasburgo, fundado por el duque Adalbert y el monasterio de Münster-Granfelden que estaba en relación con los Eticónidas, tenían posesiones en Egisheim; finalmente según el documento falsificado del conde Liutfrid IV en favor de Sankt Trudpert, datado en 902, Hugo, hijo de Liutfrid, hizo donación a esta abadía de un bien situado en Egisheim. 
Un parentesco entre los Eticónidas y los Egisheim es pues probable. Sería por otra parte difícilmente concebible que una familia de grandes haya vivido durante más de trescientos años en una región sin haberse combinado con algunas otras familias aristocráticas de esta misma región y con las de las regiones vecinas. Parece no obstante dudoso que los Egisheim desciendan de los Eticónidas por línea masculina, ya que asombraría un poco no encontrar mención de esta ascendencia en la biografía del miembro más ilustre de esta familia: en la crónica de su amigo León IX, que se llamaba Bruno von Egisheim-Dagsburg antes de su acceso al trono pontificio, el cardenal Humbert evoca a los antepasados de su héroe y sus fundaciones piadosas, pero no indica que descendía de Adalricus, padre de santa Odilia. Pero Humbert y León IX estaban familiarizados con la leyenda de la santa: el primero había escrito en su alabanza el responsorio que el segundo había puesto en música.
La recopilación de los datos acerca de la historia de los Eticónidas, si bien fragmentaria, permite sin embargo resumir los destinos de una familia de la aristocracia franca en la época de los Carolingios y los Otónidas. Su fortuna varió: brillante en la época de los últimos Merovingios bajo los cuales los Eticónidas ejercen una autoridad que ya prefigura la de los grandes vasallos del siglo X, palidece en el restablecimiento del orden por los Carolingios, encuentra momentáneamente un nuevo resplandor gracias sobre todo a la unión de Ermengardis con Lotario, declina lentamente, luego brutalmente, cuando Otón I establece su autoridad en Alsacia. 
La familia desaparece, pero el recuerdo del más ilustre de sus miembros sobrevive en la leyenda del monasterio de Niedermünster. 
Desde el punto de vista de geográfico, la familia se establece en Alsacia en el siglo VII. Sale de la región bajo Carlomagno, se mueve en el Imperio carolingio, guarda un momento un carácter internacional durante la dislocación del Imperio; finalmente se retira a su provincia cuando el horizonte político se estrecha.